# بطولة كاريوكا 1938
بطولة كاريوكا 1938 هو موسم من بطولة كاريوكا. فاز فيه نادي فلومينينسي.